# Gregor Brück
Gregor von Brück (1484-1557) (* Brück, perto de Belzig, 1484 † Jena, 15 de Fevereiro de 1557) foi teólogo, chanceler, reformador e jurista alemão. 